# Deutsche Tischtennis-Meisterschaft 1994
Die 62. nationale Deutsche Tischtennis-Meisterschaft fand vom 4. bis 6. März 1994 in Bensheim an der Bergstraße in der Weststadthalle statt.
Lediglich Jie Schöpp verteidigte den Titel im Dameneinzel. Alle anderen Wettbewerbe sahen „neue“ Sieger. Das sensationelle Ausscheiden des Seriensiegers Jörg Roßkopf im Achtelfinale nutzte Vladislav Broda zum Sieg im Herreneinzel. Das Herrendoppel sah Christian Dreher/Sascha Köstner als Sieger, wobei Dreher auch im Einzel das Endspiel erreichte. Im Damendoppel holten Jin-Sook Cords/Cornelia Faltermaier zum dritten Mal nach 1990 und 1991 Gold. Erstmals auf dem Siegertreppchen stand Richard Prause, der mit Nicole Struse den Mixedwettbewerb gewann.
Nicht vertreten waren verletzungsbedingt Peter Franz und Steffen Fetzner, wodurch auch das Erfolgsdoppel Roßkopf/Fetzner ausfiel. Etwa 6.000 Zuschauer besuchten die Meisterschaften.
| Platz | Herreneinzel        | Dameneinzel       | Herrendoppel                    | Damendoppel                          | Mixed                            |
| ----- | ------------------- | ----------------- | ------------------------------- | ------------------------------------ | -------------------------------- |
| 1     | Vladislav Broda     | Jie Schöpp        | Christian Dreher/Sascha Köstner | Jin-Sook Cords/Cornelia Faltermaier  | Richard Prause/Nicole Struse     |
| 2     | Christian Dreher    | Nicole Struse     | Oliver Alke/Kay-Andrew Greil    | Olga Nemes/Elke Schall               | Dietmar Palmi/Jie Schöpp         |
| 3     | Hans-Jürgen Fischer | Christina Fischer | Jürgen Hegenbarth/Joseph Hong   | Christina Fischer/Christiane Praedel | David Daus/Simone Klöckner       |
| 3     | Heiko Wirkner       | Olga Nemes        | Adel Massaad/Richard Prause     | Ulla Rottmann/Anke Schreiber         | Oliver Alke/Cornelia Faltermaier |

## Spielsystem
In den Einzelwettbewerben wurden drei Gewinnsätze ausgespielt, in den Doppelwettbewerben dagegen nur zwei Gewinnsätze.
Für die Einzelwettbewerbe wurde ein neuer Austragungsmodus eingeführt. Die 64 Damen und Herren wurden in drei Kategorien eingeteilt, welche auf der Nationalen Deutschen Rangliste basierten:
- Kategorie 1: Ranglistenplatz 1 – 16
- Kategorie 2: Ranglistenplatz 17 – 32
- Kategorie 3: Ranglistenplatz 33 – 64

In der ersten Runde traten nur die Teilnehmer aus Kategorie 3 gegeneinander an. In der zweiten Runde griffen die Spieler aus Kategorie 2 ein und spielten gegen die Sieger aus der ersten Runde. Die Sieger trafen in der Hauptrunde auf die Mitglieder aus Kategorie 1. Dieses System wurde bei Westdeutschen Meisterschaften in früheren Jahren schon erprobt.
Als Nebeneffekt wurde angemerkt, dass die Spieler aus Kategorie 1 in der Hauptrunde in einem „Kaltstart“ auf warm-gespielte Gegner trafen.

## Wissenswertes
- Es gab viele überraschende Ergebnisse:
  - Jörg Roßkopf verlor im Achtelfinale gegen Andreas Fejer-Konnerth.
  - Christian Drehers Sieg im Doppel und Silber im Einzel.
  - Nina Wolf, 16 Jahre alt, gewann im Achtelfinale gegen Elke Schall. Diese Niederlage kostete sie die Teilnahme an der Europameisterschaft 1994.
  - Nicole Delle bezwang im Achtelfinale Ilka Böhning.
  - Im Mixed verloren Andreas Fejer-Konnerth/Olga Nemes gegen Markus Hildebrandt/Yvonne Steinbrecher.
- Jin-Sook Cords führte im zweiten Satz gegen Jie Schöpp mit 12:9 und vrlor diesen mit 12:21.
- Jüngste Teilnehmerin war die 14-jährige Barbara Jungbauer aus Langweid.
- Im Einzel gab Jie Schöpp nur einen einzigen Satz ab, nämlich gegen Christina Fischer.